# Lutz-Rainer Senglaub
Lutz-Rainer Senglaub (* 28. Oktober 1943 in Gera) ist ein  deutscher Pädagoge im Ruhestand und ehemaliger Kommunalpolitiker (CDU).

## Leben

### Pädagogik
Er absolvierte ein Pädagogikstudium und war bis 1990 als Fachlehrer für Biologie, Chemie und Astronomie tätig. Er war stellvertretender Rektor an der POS Arnstadt und erhielt 1982 den Ehrentitel Oberlehrer. 1991 schrieb er seine Dissertation an der Pädagogischen Hochschule Erfurt/Mühlhausen über das Thema Der Beitrag des Biologieunterrichtes der Klassenstufe 9 zur Schaffung kenntnismässiger Voraussetzungen für ein verantwortungsbewusstes Verhalten gegenüber der Natur.

### Kommunalpolitik
Auf dem 1. Kreispartei der CDU Arnstadt im Februar 1990 wurde er zum Vorsitzenden des Kreisverbandes gewählt. 1990 wurde er zum Landrat im Landkreis Arnstadt gewählt und war von 1994 bis 2006 gewählter Landrat im Ilm-Kreis. Neben seiner politischen Tätigkeit als Landrat war er Präsident der Regionalen
Planungsgemeinschaft Mittelthüringen und Vorsitzender des Ausschusses Verwaltung und Dienstrecht des Thüringer Landkreistages. Überdies wirkte er als stellvertretender Vorsitzender des Verwaltungsrates der Kommunalen Gemeinschaftsstelle für Verwaltungsmanagement und Mitglied des Verfassungs- und Europaausschusses des Deutschen Landkreistages. 2006 ging er in den Ruhestand.

### Ehrenamtliche Arbeit
Bis 2011 war Senglaub Verwaltungsratvorsitzender des Marienstiftes Arnstadt. Außerdem war er Mitglied im Vorstand des Vereins deutscher Naturparke.

### Auszeichnungen
2008 erhielt er das Bundesverdienstkreuz am Bande.